# Richilda z Provence
Richilda z Provence (též Richilda Ardenská) (kolem 845 – 2. června 910) byla druhá manželka římského císaře a prvního západofranského krále Karla II. Holého.
Richilda byla dcerou Bivina z Gorzy, ardennského hraběte, a jeho manželky neznámého jména, která byla sestrou Bosa z Provence z rodu Bosovců. Tetou Richildy byla Theutberga, žena lotharingského krále Lothara II. Richilda se v roce 870 vdala za západofranského krále Karla Holého, jehož první manželka Ermentruda Orleánská zemřela roku 869. Svatba Karla s Richildou byla určena k zajištění vlády západofranského krále v Lotharingii, neboť Richildina rodina byla mocná a Theutburga byla navíc vdovou po tamním králi.
S Karlem Holým měla Richilda pět dětí, z nichž pouze Rothilda přežila dětství.
- Rothilda (871–929), hraběnka z Bourges, později hraběnka z Maine
- Drogo (872–873)
- Pipin (873–874)
- syn (narozen 875, zemřel téhož roku)
- Karel (876–877)

Kdykoliv se Karel Holý vydával na válečnou výpravu, Richilda spravovala jeho říši. Také fakticky vládla krátkou dobu po Karlově smrti v roce 877. Plánovala dosadit svého bratra Bosa na západofranský trůn poté, co král a syn Karla Holého, Ludvík II. Koktavý, zemřel krátce po svém otci a jeho děti byly zatím příliš malé na to, aby samostatně vládly. Nicméně byla obviněna z incestu se svým bratrem a šlechta v zemi odmítla respektovat její autoritu. Richilda proto pomohla Bosovi dosáhnout titulu krále Provence.
Pokusila se také posílit svoji pozici (neúspěšně) po smrti Ludvíka III. roku 882 a Karlomana II. o dva roky později. Richilda zemřela roku 910.